# Mistrzostwa Świata w Skokach na Trampolinie 1964
1. Mistrzostwa świata w skokach na trampolinie – odbyły się one 21 marca 1964 roku w sali koncertowej Royal Albert Hall w Londynie. Mistrzostwa rozegrano w dwóch konkurencjach skoków - kobiet i mężczyzn. Tabelę medalową wygrali gimnastycy reprezentujący Stany Zjednoczone. Zawody zostały zorganizowane również pod honorowym patronatem przedsiębiorstwa produkującego pierwsze trampoliny – Nissen Trampoline Corporation oraz organizacji gimnastycznej British Amateur Gymnastics Association (BAGA).

## Medaliści

### Trampolina mężczyzn
| Medal | Państwo           | Gimnastyk   |
| ----- | ----------------- | ----------- |
|       | Stany Zjednoczone | Dan Millman |
|       | Stany Zjednoczone | Gary Erwin  |
|       | Wielka Brytania   | Dave Smith  |

### Trampolina kobiet
| Medal | Państwo           | Gimnastyczka         |
| ----- | ----------------- | -------------------- |
|       | Stany Zjednoczone | Judy Wills           |
|       | Wielka Brytania   | Lynda Ball           |
|       | Południowa Afryka | Karle van der Bogard |

### Tabela medalowa
| Poz. | Państwo           |   |   |   |   |
| ---- | ----------------- | - | - | - | - |
| 1    | Stany Zjednoczone | 2 | 1 | 0 | 3 |
| 2    | Wielka Brytania   | 0 | 1 | 1 | 2 |
| 3    | Południowa Afryka | 0 | 0 | 1 | 1 |